# フォーヒエンFC
PVF-CAND FC（英語: PVF-CAND Football Club、ベトナム語: Câu lạc bộ Bóng đá PVF - Công An Nhân Dân）は、ベトナム・フンイエン省フンイエン市にホームを置くサッカークラブである。

## 歴史
警察部が運営するPVFフットボールアカデミーはノンプロチームとして3部のベトナム・ナショナル・フットボール・セカンド・リーグ（Vリーグ3）に参戦していたが、地方自治体が運営会社（フォーヒエンJSC）を設立してPVFからチームを引き継ぐ形で2018年4月に創設された。2018シーズンのプレーオフでVリーグ2への昇格を果たした。クラブ名のフォーヒエンは古代に貿易港があった市内の観光地である。

## 歴代監督
- Hứa Hiền Vinh 2018 - 2021
- Mauro Jeronimo 2022 - 2024
- Thạch Bảo Khanh 2024 -